# Вулиця Олексія Шовкуненка
Ця стаття про зниклу вулицю Києва. Про сучасну вулиця див. вулиця Шовкуненка (Київ)
Ву́лиця Олексі́я Шовкуне́нка — зникла вулиця, існувала в Московському, нині Голосіївському районі міста Києва, місцевість Деміївка. Пролягала від проспекту Сорокаріччя Жовтня (нині — Голосіївський проспект) до Деміївської вулиці. 
Прилучався провулок Бурмистенка.

## Історія
Виникла на межі XIX — XX століття під назвою Нововолодимирська вулиця. Назву вулиця Олексія Шовкуненка отримала 1976 року (на честь українського художника Олексія Шовкуненка).
Ліквідована 1979 року у зв'язку з будівництвом висотного корпусу готелю «Мир».
1984 року на честь Олексія Шовкуненка було названо іншу вулицю на Солом'янці.